# پلاک وسایل نقلیه استان کرمانشاه
کدهای استان کرمانشاه، ۱۹، ۲۹ و ۳۹ است که در خودروهای عمومی (ع)، تاکسی‌ها (ت) و خودروهای دولتی (الف) حرف پلاک همیشه یکسان است اما در خودروهای شخصی این حرف بستگی به شهری دارد که پلاک خودرو در آن ثبت شده است.

## ۱۹ مرکز استان (شهر کرمانشاه)
| ۱۹ | ۳۴۵ ۱۲ |

کد ۱۹ با تمام حروف مخصوص شهر کرمانشاه است که شماره گذاری آن به اتمام رسیده است. با اتمام شماره گذاری در حال حاضر پلاکهای فک شده قبلی مورد استفاده قرار می‌گیرد.
| حرف | شهرستان                                        | وضعیت شماره گذاری                                   |
| --- | ---------------------------------------------- | --------------------------------------------------- |
| الف | خودروهای دولتی استان                           | سرشماره ۱۷ در حال واگذاری                           |
| ب   | کرمانشاه (۱)                                   | پایان شماره گذاری                                   |
| ت   | تاکسی‌های استان                                 | سرشماره ۵۹ در حال واگذاری                           |
| ج   | کرمانشاه (۲)                                   | پایان شماره گذاری                                   |
| د   | کرمانشاه (۳)                                   | پایان شماره گذاری                                   |
|     | خودروهای جانبازان استان خودروهای معلولین استان | سرشماره ۱۱ در حال واگذاری سرشماره ۵۱ در حال واگذاری |
| س   | کرمانشاه (۴)                                   | پایان شماره گذاری                                   |
| ص   | کرمانشاه (۵)                                   | پایان شماره گذاری                                   |
| ط   | کرمانشاه (۶)                                   | پایان شماره گذاری                                   |
| ع   | خودروهای عمومی استان (۱)                       | پایان شماره گذاری                                   |
| ق   | کرمانشاه (۷)                                   | پایان شماره گذاری                                   |
| ک   | ادوات کشاورزی استان                            | سرشماره ۸۶ در حال واگذاری                           |
| ل   | کرمانشاه (۸)                                   | پایان شماره گذاری                                   |
| م   | کرمانشاه (۹)                                   | پایان شماره گذاری                                   |
| ن   | کرمانشاه (۱۰)                                  | پایان شماره گذاری                                   |
| و   | کرمانشاه (۱۱)                                  | پایان شماره گذاری                                   |
| ه   | کرمانشاه (۱۲)                                  | پایان شماره گذاری                                   |
| ی   | کرمانشاه (۱۳)                                  | پایان شماره گذاری                                   |

## ۲۹ (شهرستان‌های کرمانشاه)
| ۲۹ | ۳۴۵ ۱۲ |

کد ۲۹ مخصوص شهرستان‌های استان کرمانشاه است.
| حرف | شهرستان                   | وضعیت شماره‌گذاری          |
| --- | ------------------------- | ------------------------- |
| ب   | اسلام‌آباد غرب، دالاهو (۱) | پایان شماره‌گذاری          |
| ج   | گیلان غرب                 | سرشماره ۶۲ در حال واگذاری |
| د   | سرپل ذهاب (۱)             | پایان شماره گذاری         |
| س   | پاوه                      | سرشماره ۷۵ در حال واگذاری |
| ص   | کنگاور                    | سرشماره ۷۵ در حال واگذاری |
| ط   | قصر شیرین                 | سرشماری ۳۷ در حال واگذاری |
| ع   | عمومی (۲)                 | سرشماره ۵۹ در حال واگذاری |
| ق   | سنقر                      | سرشماره ۸۴ در حال واگذاری |
| ل   | جوانرود، روانسر(۱)        | پایان شماره گذاری         |
| م   | صحنه                      | سرشماره ۷۴ در حال واگذاری |
| ن   | هرسین،، بیستون            | سرشماره ۷۴ در حال واگذاری |
| و   | ثلاث باباجانی             | سرشماره ۳۲ در حال واگذاری |
| ه‍   | اسلام‌آباد غرب، دالاهو (۲) | پایان شماره گذاری         |
| ی   | اسلام آباد غرب، دالاهو(۳) | سرشماره ۱۲ در حال واگذاری |

پلاک موتورسیکلت: ۵۱۴، ۵۱۵، ۵۱۶، ۵۱۷

## ۳۹ (استفاده نشده)
| ۳۹ | ۳۴۵ ۱۲ |

کد ۳۹ متعلق به استان کرمانشاه است و نزد پلیس راهور نیز برای این استان ثبت شده است اما تاکنون از این کد برای ثبت پلاک استفاده نگردیده است.

## تمام پلاک‌های استان در نگاه کلی
| حرف | ۱۹            | ۲۹                        | ۳۹    |
| --- | ------------- | ------------------------- | ----- |
| ب   | کرمانشاه (۱۳) | اسلام‌آباد غرب، دالاهو (۱) | ذخیره |
| ج   | کرمانشاه (۱۳) | گیلان غرب                 | ذخیره |
| د   | کرمانشاه (۱۳) | سرپل ذهاب(۱)              | ذخیره |
| س   | کرمانشاه (۱۳) | پاوه                      | ذخیره |
| ص   | کرمانشاه (۱۳) | کنگاور                    | ذخیره |
| ط   | کرمانشاه (۱۳) | قصرشیرین                  | ذخیره |
| ق   | کرمانشاه (۱۳) | سنقر                      | ذخیره |
| ل   | کرمانشاه (۱۳) | جوانرود، روانسر(۱)        | ذخیره |
| م   | کرمانشاه (۱۳) | صحنه                      | ذخیره |
| ن   | کرمانشاه (۱۳) | هرسین، بیستون             | ذخیره |
| و   | کرمانشاه (۱۳) | ثلاث باباجانی             | ذخیره |
| ه   | کرمانشاه (۱۳) | اسلام‌آباد غرب، دالاهو (۲) | ذخیره |
| ی   | کرمانشاه (۱۳) | اسلام آباد غرب،دالاهو (۳) | ذخیره |